# Рубіжинське
Рубі́жинське (каз. Рубежинское) — село у складі Байтерецького району Західноказахстанської області Казахстану. Входить до складу Рубіжинського сільського округу.
Населення — 1482 особи (2021; 1628 у 2009, 1689 у 1999, 956 у 1989).